# Ouagadougou
Ouagadougou Burkina Faso fővárosa és legnagyobb városa, egyben az ország közigazgatási, politikai, ipari, kereskedelmi és kulturális központja.

## Földrajz
A kristályos kőzeteken és homokkövön kialakult alföld közepe táján, 300 méter tengerszint feletti magasságban helyezkedik el.

### Éghajlat
A száraz szavanna éghajlatú főváros évi középhőmérséklete 29 °C. A nedves évszak, mely áprilistól októberig tart, adja az évi 900 mm csapadékot.
A város levegője a nyári hónapokban elviselhetetlenül fülledt és forró. Ilyenkor valamennyi nyári hónap középhőmérséklete meghaladja a 30 °C-t. A téli félévben az égbolt derült, csak nagy ritkán van egy-egy kisebb zápor, és a csekély páratartalom miatt a hőség is elviselhetőbb;a januári középhőmérséklet 25 °C.
| Hónap                         | Jan. | Feb. | Már. | Ápr. | Máj. | Jún. | Júl. | Aug. | Szep. | Okt. | Nov. | Dec. | Év   |
| ----------------------------- | ---- | ---- | ---- | ---- | ---- | ---- | ---- | ---- | ----- | ---- | ---- | ---- | ---- |
| Rekord max. hőmérséklet (°C)  | 45,0 | 45,0 | 45,0 | 47,0 | 48,0 | 44,0 | 41,0 | 38,0 | 39,0  | 41,0 | 42,0 | 45,0 | 48,0 |
| Átlagos max. hőmérséklet (°C) | 33,0 | 37,0 | 41,0 | 39,0 | 38,0 | 36,0 | 33,0 | 31,0 | 32,0  | 35,0 | 36,0 | 35,0 | 35,5 |
| Átlagos min. hőmérséklet (°C) | 16,0 | 20,0 | 23,0 | 26,0 | 26,0 | 24,0 | 23,0 | 22,0 | 23,0  | 23,0 | 22,0 | 17,0 | 22,1 |
| Rekord min. hőmérséklet (°C)  | 9,0  | 12,0 | 15,0 | 15,0 | 19,0 | 17,0 | 18,0 | 14,0 | 19,0  | 18,0 | 16,0 | 11,0 | 9,0  |
| Átl. csapadékmennyiség (mm)   | 0    | 3    | 13   | 15   | 84   | 122  | 203  | 277  | 145   | 33   | 0    | 0    | 895  |
| Forrás: BBC Weather           |      |      |      |      |      |      |      |      |       |      |      |      |      |

## Története

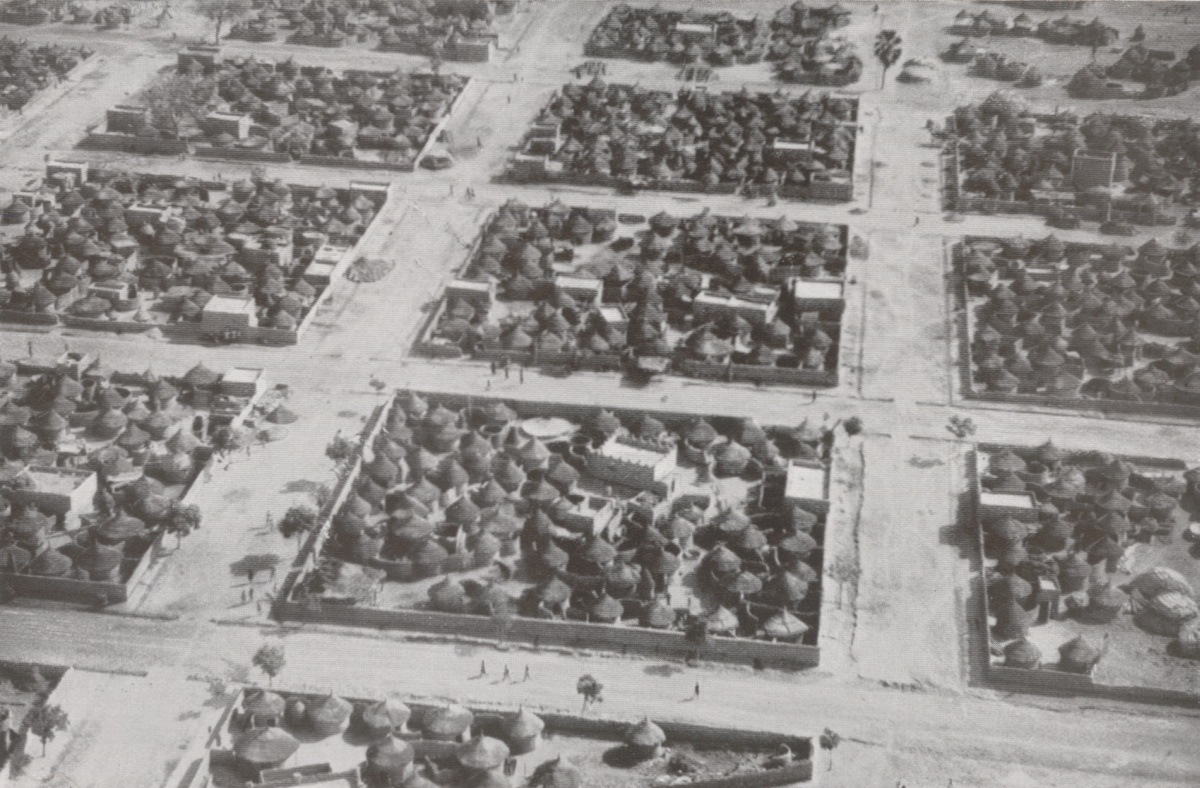
Ouagadougou 1930-ban a svájci Walter Mittelholzer (1894–1937) légifelvételén

A város alapításának pontos dátuma nem ismert. A XI. században nyomult be az ország mai területére a szudáni moszi törzs, melynek félfeudális, törzsi jellegű állama a Moszi-Ouagadougou fejedelemségnek, illetve annak fejének, a Moro Nabának székhelye lett. Ouagadougou (Vagadugu), a fokozatosan terjeszkedő moszi birodalom fővárosaként jelentős kézműves- és kereskedővárossá fejlődött.
1896-ban nyomultak be ide a francia gyarmatosítók, és a városból kiindulva igázták le a későbbi Burkina Faso területén kialakult államokat.
A város szerepköre ettől kezdve gyakran változott:
1919 és 1932 között Felső-Volta protektorátusnak volt a központja, az országot a franciák a szomszédos gyarmataik között felosztották, s ettől kezdve ezt a funkcióját elvesztette.
1947-től Felső-Volta gyarmati székhelye volt.
1960-tól lett a függetlenné vált ország fővárosa.

## Gazdasága

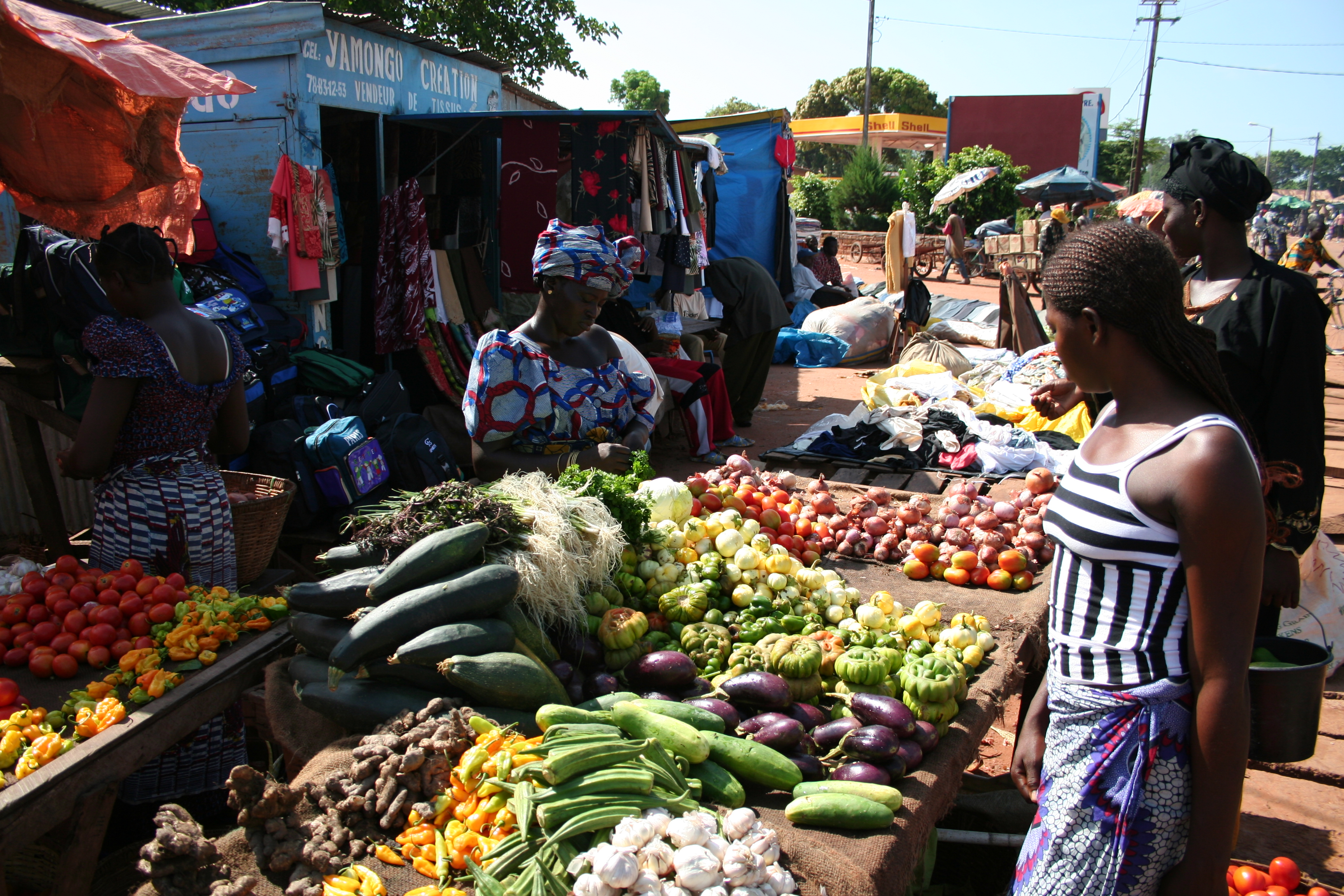
Piac

Ouagadougou az ország legjelentősebb gazdasági központja, külkereskedelmének kapuja. Az elmaradott agrárország szerény ipara a pályaudvar környékén összpontosul. Az itteni kisüzemekben kizárólag a környező agrárvidék nyersanyagait dolgozzák fel: pamut- és ruházati ipar, bőr- és cipőgyártás, sör- és növényipari termékek kerülnek ki innen.
A közszükségleti cikkek előállítását a hagyományos kézművesműhelyek végzik.
Kiviteli cikkei közül a földimogyoró, gyapot, márvány, az e cikkekkel megrakott vasúti szerelvények borsos áron jutnak el az abidjani kikötőbe. E vonalon áramlik ki az országból a legfontosabb exportcikk, a munkaerő is. Kakaó- és kávészüret idején a szomszédos Ghánában és Elefántcsontparton százezernyi Burkina Faso-i idénymunkás dolgozik.

## Lakossága
Az 1984-es adatok szerint ekkor már 300 000 ember élt a fővárosban. A lakosság kétharmadát alkotó moszikon kívül bobók, szoninkék, hauszák és fulbék, valamint még néhány száz francia élt a fővárosban.

## Látnivalók

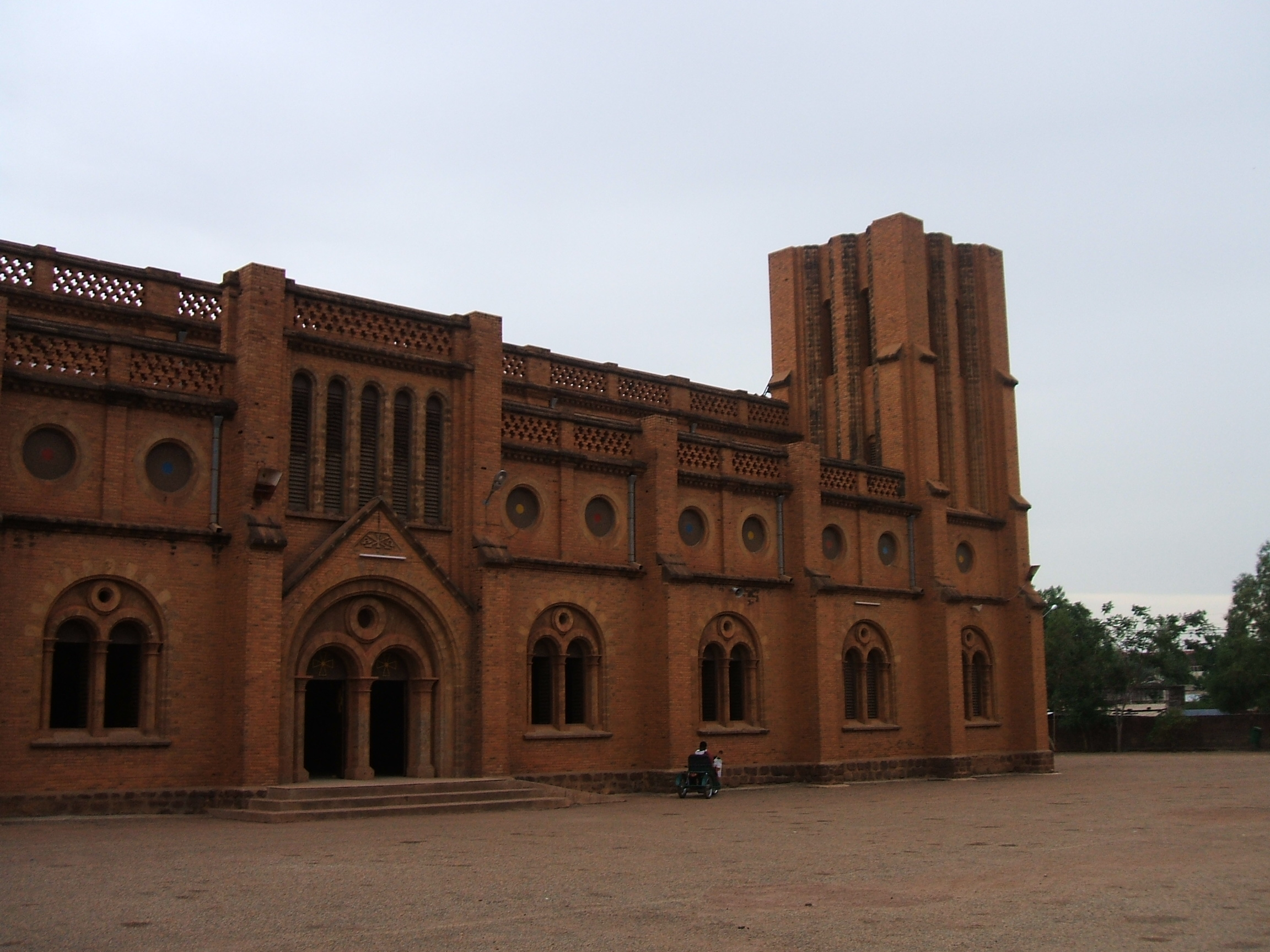
A katedrális

### Múzeumok
- Musée de Manega
- Nemzeti Zenei Múzeum

### Templomok, egyházi épületek
- Katedrális

### Egyéb épületek
A főváros városképe az afrikai és az európai építészet sajátos keveréke.
A pályaudvartól délre elterülő európai jellegű városrész modern épületeiben a tehetősebbek laknak. Ebben a városrészben kapott helyet a kereskedelmi és szórakoztatónegyed is.
A főváros északi részét a félkomfortos vagy komfort nélküli afrikai lakótelepek uralják. A főváros által az 1960-as évek utáni időktől elnyelt falvakból létrejött peremi településgyűrű és lakosainak élete szinte semmit sem változott.

## Közlekedés

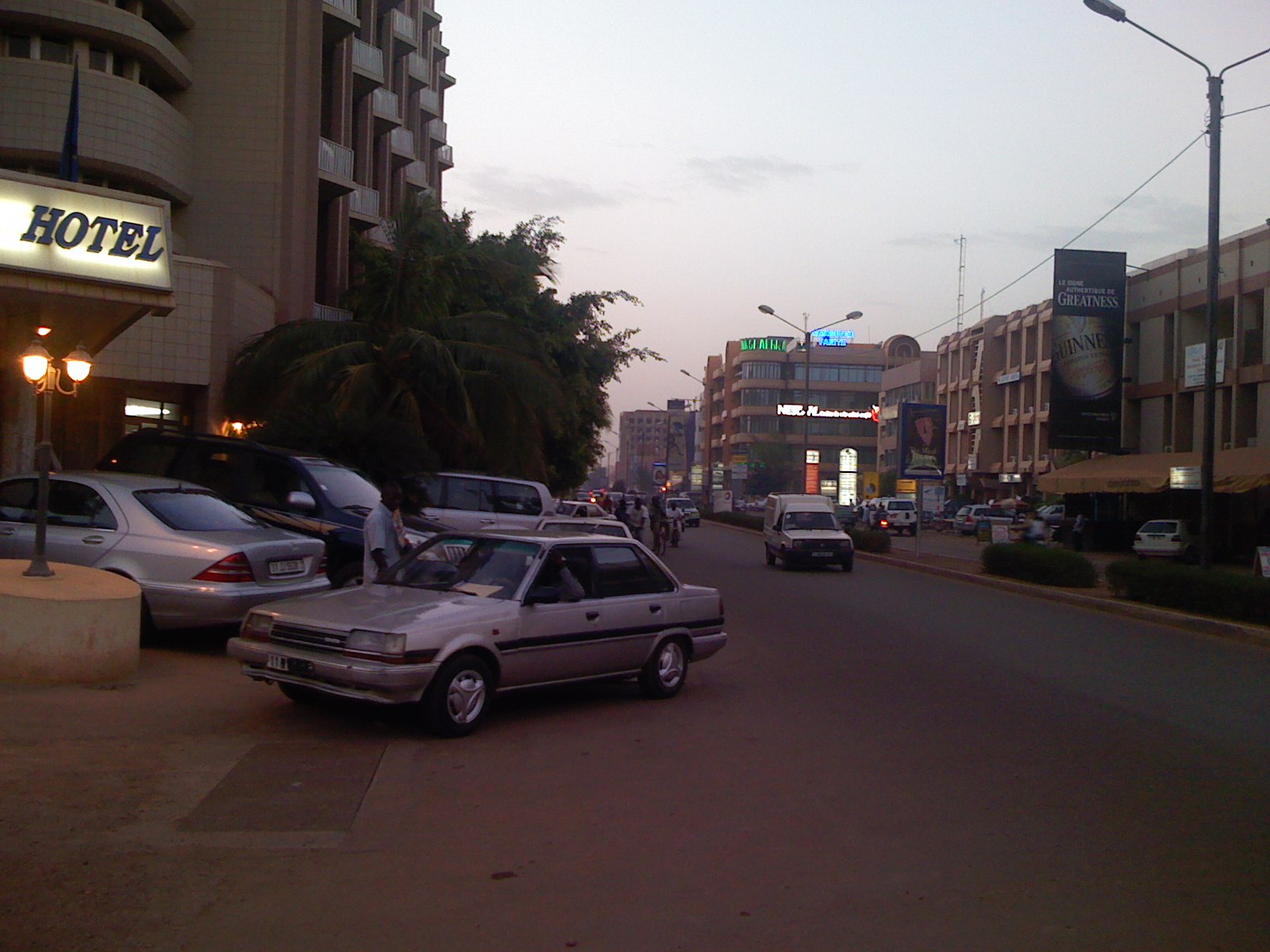
Utcarészlet

Az ország más területeivel és a környező államok nagyvárosaival (Bamako, Niamey, Bobo-Dioulasso) elsősorban a közutakon teremt kapcsolatot, ugyanakkor légiforgalma is jelentős. A város repülőtere a főváros délkeleti határában fekvő Ouagadougou Airport légikikötő, mely interkontinentális járatok fogadására is alkalmas.
A főváros az állam forgalmi ütőerének, az elefántcsontparti Abidjanba vezető vasútvonalnak egyik legfontosabb állomása.
1954-ben kezdték el az 1145 km hosszúságú vasútvonal megépítését, majd az elkövetkező három évtizedben lakossága hatszorosára növekedett.

## Sport
A kedvenc sport a labdarúgás, a kosárlabda és a röplabda.

## Testvérvárosok
- Québec City, Québec, Kanada
- Lyon, Franciaország
- Grenoble, Franciaország
- Torino, Olaszország
- San Miniato, Olaszország
- Leuze-en-Hainaut, Belgium
- Kuvaitváros, Kuvait